# Trójwarstwowce
Trójwarstwowce (Triploblastica) – zwierzęta, u których w rozwoju zarodkowym dochodzi do wykształcenia trzech warstw komórek (listków zarodkowych): ektodermy, endodermy i mezodermy. Trójwarstwowce identyfikowane są ze zwierzętami dwubocznie symetrycznymi (Bilateria).
Należą do nich wszystkie tkankowce, z wyjątkiem płaskowców, parzydełkowców i (prawdopodobnie) żebropławów (tzn. zwierząt dwuwarstwowych) oraz myksosporidiowców. Żebropławy (Ctenophora) wykazują pewne cechy wspólne z trójwarstwowcami. Ich mezenchyma ma cechy podobne do mezodermy, plemniki zawierają akrosom, neuroprzekaźnikiem jest acetylocholina. Z tych powodów Ctenophora łączone są w jeden klad z Bilateria.